# 漢普頓 (康乃狄克州)
漢普頓（英語：Hampton）是一個位於美國康乃狄克州溫德姆縣的城鎮。

## 地理
漢普頓的座標為41°47′00″N 72°04′00″W / 41.78333°N 72.06667°W，而該地的平均海拔高度為212米（即696英尺）。

## 人口
根據2010年美國人口普查的數據，漢普頓的面積為66.00平方千米，當中陸地面積為64.80平方千米，而水域面積為1.20平方千米。當地共有人口2034人，而人口密度為每平方千米30.82人。